# Friedrich Held (Politiker)
Johann Friedrich Heinrich Wilhelm Held (* 26. Juli 1801 in Grenzhausen; † 18. September 1878 in Frankfurt am Main) war ein nassauischer Beamter und Politiker und Abgeordneter der 2. Kammer der Landstände des Herzogtums Nassau.

## Familie
Friedrich Held war der Sohn des Dekans Friedrich Wilhelm Held (* 8. Oktober 1762; † 15. Juni 1835 in Rückroth) und dessen Frau Margarethe Wilhelmine Johannette geborene Emmilius.
Friedrich Held, der evangelischer Konfession war, heiratete Auguste geborene Bäntsch (* 24. Dezember 1808 in Schaumburg; † um 1844), die Tochter des Kammerdirektors Friedrich Ludwig Gustav Bäntsch (* 16. Februar 1763 in Hoym; † 9. Februar 1841 in Diez) und der Friederike Polyxena Charlotte geb. Cramer. Somit war Held der Schwager von Hofgerichtsrat Friedrich Bäntsch (* 1. Juni 1810 in Schaumburg; † 27. Juni 1878 Herborn), der 1857–1862 Amtmann von Marienberg, ab 1863 Hofgerichtsrat zu Dillenburg-Nassau und 1864–1873 Amtmann von Herborn war.

## Leben
Friedrich Held besuchte 1814 bis 1818 das Gymnasium Weilburg und studierte 1821 bis 1824 Rechtswissenschaften in Bonn und Göttingen. Nach dem juristische Examen war er bis 1832 Amtsakzessist u. a. im Amt Montabaur, Amt Hachenburg und Amt Eltville. 1832 bis 1839 war er Amtssekretär im Amt Hadamar und Amt Wallmerod. 1849 wurde er zum Justizamtmann befördert und war in dieser Funktion im Amt Rennerod tätig. 1849 waren in Folge der Märzrevolution Justiz und Verwaltung getrennt worden. Die Ämter hatte als Justizämter die Funktion erstinstanzlicher Gerichte erhalten. 1854 wurden die alten Ämterstrukturen wieder hergestellt und wurden erneut für Rechtsprechung und Verwaltung zuständig. 1865–1869 war Held Amtmann im Amt Hochheim und 1859–1865 im Amt Eltville.
1858 wurde er für den Wahlkreis III (Rennerod) in die Zweite Kammer der Landstände des Herzogtums Nassau gewählt, der er bis 1863 angehörte.